# Hormathia digitata
Hormathia digitata е вид актиния от семейство Hormathiidae. Видът е с диаметър до 10 cm дато на дисталната си част има около стотина пипалца. Възможно е да се засели в празни черупки от морски охлюви. На цвят е розов или оранжев, но се срещат и бели. Обитава дълбочина от 24 до 660 метра като предпочита скалисто дъно. Среща се основно в Северно море.